# Heilig-Hartkapel (Beutenaken)

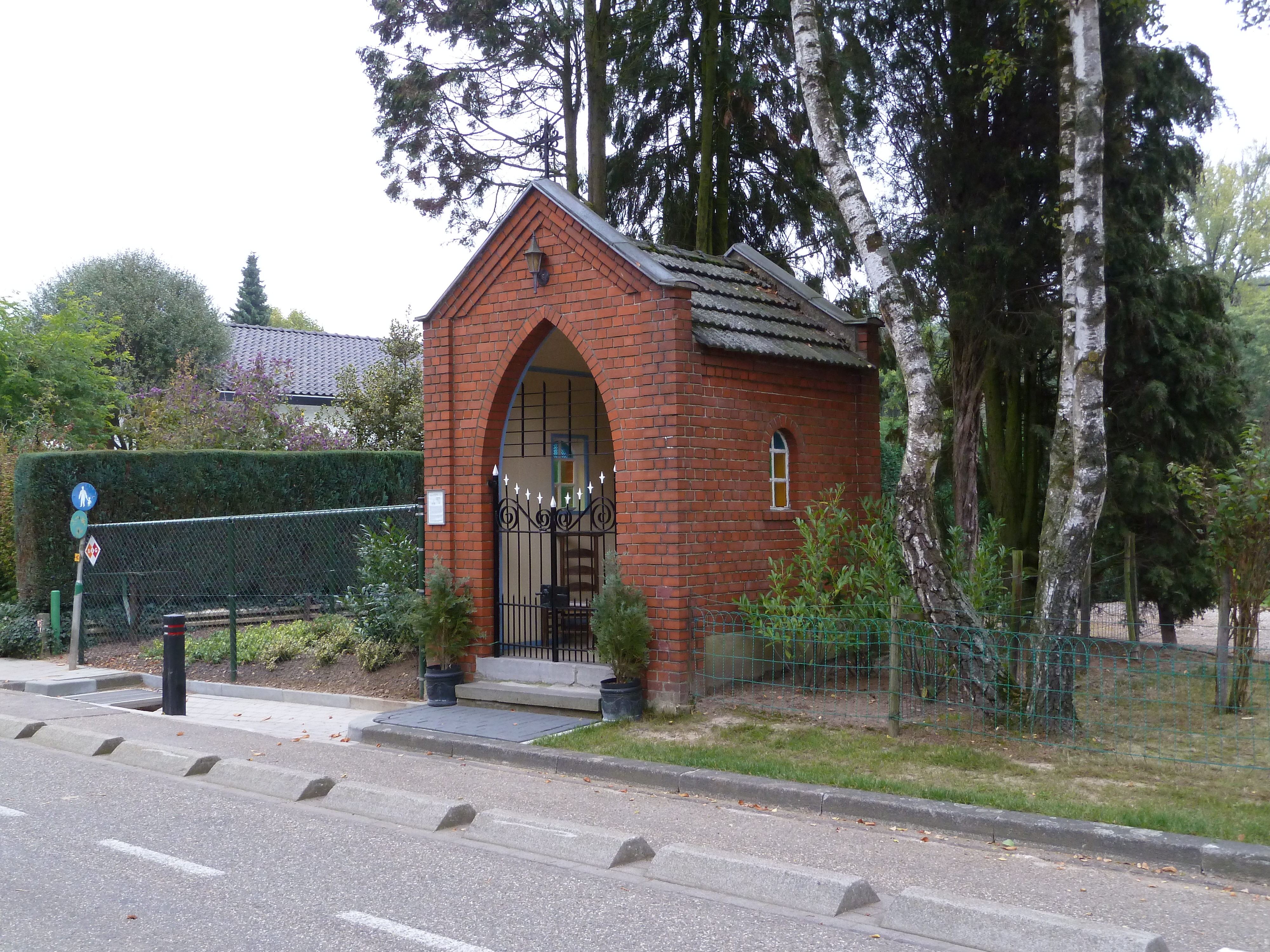
De Heilig-Hartkapel

De Heilig-Hartkapel is een wegkapel in Beutenaken in de Nederlands Zuid-Limburgse gemeente Gulpen-Wittem. De kapel staat midden in de plaats aan de hoofdweg op de plek waar er een veldweg en voetpad erop uitkomen. Op ongeveer 50 meter achter de kapel stroomt het riviertje de Gulp.
De kapel is gewijd aan het Heilig Hart van Jezus. Eens in de drie jaar doet de bronkprocessie de kapel aan als rustaltaar.

## Geschiedenis
In 1929 werd de kapel gebouwd door buurtbewoners op de plaats waar voor die tijd een wegkruis stond. Eens in de zoveel tijd kwam de processie door de buurt en moesten de lokale inwoners steeds een rustaltaar oprichten. Echter als het slecht weer werd, moest het rustaltaar weer afgebroken worden om later weer opnieuw opgebouwd te worden. Dat vond men onhandig en daarop besloot men om een permanent altaar te creëren en hiervoor een kapel te bouwen, zodat het voor de processie oprichten van een rustaltaar niet meer nodig was.
In 1998 werd de kapel gerenoveerd.

## Bouwwerk

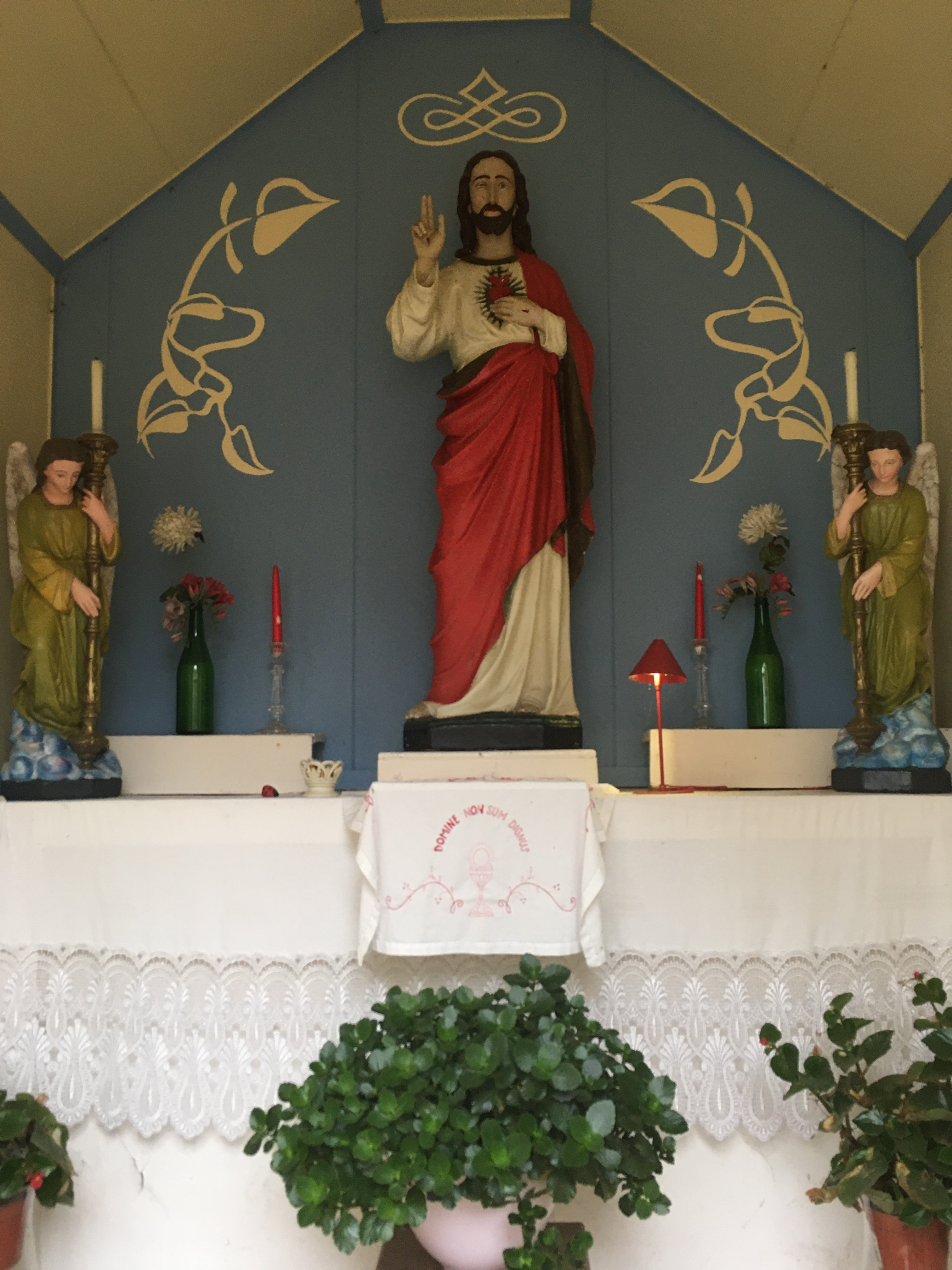
Interieur van de kapel

De in rode bakstenen opgetrokken kapel is gebouwd op een rechthoekig plattegrond en wordt gedekt door een verzonken zadeldak met pannen. Onder de dakrand is siermetselwerk aangebracht en de frontgevel is een topgevel met op de top een smeedijzeren kruis. In de beide zijgevels is een rondboogvenster aangebracht met gekleurde ruitjes. In de frontgevel bevindt zich een neogotische spitsboogvormige toegangsboog dat wordt afgesloten met een halfhoog zwart smeedijzeren hek, dat witte uiteindes heeft in de vorm van Franse lelies.
Van binnen is de kapel kleurrijk beschilderd, waarbij er op de muren gele stucplaten aangebracht zijn met een afwerking van blauwe plinten. De kleurstelling boven het altaar is omgekeerd: de achterwand is blauw, waarop gele decoratief krullende patronen aangebracht zijn. Tegen de achterwand is een wit altaar geplaatst. Op het altaar staat een Jezusbeeld met baard, in rode mantel en wit gewaad, die met zijn rechterhand een zegenend gebaar maakt en zijn linkerhand op het hart wijst. Zijn handen tonen tekenen van stigmata en de borst toont een met stralen omgeven hart bekroond met een kruis.